# 小行星18639
小行星18639（奧運志願者星，18639 Aoyunzhiyuanzhe）是一颗主带小行星，是施密特CCD小行星項目組在1998年3月5日于興隆縣发现的。
Aoyunzhiyuanzhe的命名是为了纪念2008年北京奥运会和2008年夏季残奥会的志愿者。